# Ana Pastor Julián
Ana Pastor Julián (Cubillos, 11 november 1957) is een Spaans politica van de conservatieve Partido Popular. Ana Pastor is op dit moment vice voorzitter van het congres van afgevaardigden, eerder was ze parlementsvoorzitter en minister.
Ana Pastor is afgestudeerd in de geneeskunde aan de Universiteit van Salamanca en heeft daarna meerdere bestuursfuncties gehad in de provinciale gezondheidszorg in Pontevedra en Zamora. In de laatste is ze provinciaal directeur van de gezondheidszorg geweest. Ook is ze algemeen directeur geweest van de mutuele gezondheidszorgverzekeraar voor burgerambtenaren MUFACE. 
In 1999 wordt ze ondersecretaris in het ministerie van Onderwijs en Cultuur, en daarna in het ministerie van het Presidentschap. Tussen maart 2001 en juli 2002 oefent ze dezelfde functie uit op het ministerie van Binnenlandse Zaken. In juli 2002, tijdens legislatuur VII onder José María Aznar, wordt ze minister van Volksgezondheid. Haar bestuursstijl richt zich op de inhoud, ze houdt zich verre van ideologische discussie over abortus, stamcelonderzoek of euthanasie. Ze blijft minister tot april 2004, het einde van de legislatuur, als de PP de macht over moet dragen aan de socialistische arbeiderspartij. Sindsdien is Pastor enkel nog afgevaardigde in het congres voor Zamora. 
Tijdens haar gehele loopbaan heeft Pastor zich in de vertrouwelijke kringen van Mariano Rajoy Brey opgehouden, en behalve als minister van Volksgezondheid was ze hiërarchisch altijd van hem afhankelijk. In het kabinet dat hij tijdens de tiende legislatuur,  na de verkiezingen van 2011, wordt ze benoemd tot minister van Fomento (Ontwikkeling, in de praktijk minister van Infrastructuur). 
Na de verkiezingen van 2016 werd ze gekozen tot voorzitter van het Congres van afgevaardigden deze functie bekleedde zij tot de verkiezingen van april 2019. Daarna werd ze opgevolgd door Meritxell Batet. In de jaren van haar voorzitterschap beleefde de Spaanse politiek een turbulente periode onder meer door de onafhankelijkheidsverklaring door Catalonië. en door de zaak-Gürtel, een corruptie schandaal waardoor haar partijgenoot en politieke geestverwant Rajoy moest aftreden als Minister-president. Pastor leidde als voorzitter veel van de debatten over deze onderwerpen.
Ze is getrouwd met José Benito Suarez-Costa en woonachtig in Pontevedra.
In maart 2020 raakte ze als een van de eerste Spaanse politici besmet met het nieuwe coronavirus. ze maakte op Twitter bekend dat ze behalve koorts geen ernstige klachten had. In de maanden die volgden voerde ze namens de PP vaak het woord over de aanpak van de coronapandemie in Spanje.
Op 31 mei 2024 nam zij afscheid als parlementslid. hierna werd ze bestuurder van een Zorgverzekeraars maatschappij.
- Biblioteca Nacional de España: XX1678886
- Virtual International Authority File: 220598125
- WorldCat: E39PBJwX4yqbyMWK3XpJqyvPwC

1. ↑  (es) Ana Pastor deja su acta de diputada del PP para presidir una aseguradora sanitaria. ELMUNDO (31 mei 2024). Geraadpleegd op 10 mei 2025.
2. ↑  (es) La presidenta de A.M.A. Grupo, Dra. DªAna Pastor, nombrada miembro del Patronato de la Fundación de la Real Academia Nacional de Medicina - AMA Seguros - Liferay_webama. AMA Seguros. Geraadpleegd op 10 mei 2025.